# Darling (banda)
Darling es una banda británica de finales de los años 70. Su estilo es una mezcla de New Wave y Hard Pop.

## Biografía
Darling se formaría a finales de los 70 tras la eclosión del punk con un estilo muy alejado de este último. Su cantante, Alice Springs, había sido la solista del álbum epónimo de la banda Slack Alice en 1974. Más prominentemente, su batería, Paul Varley, había sido miembro fundador y percusionista de la exitosa y conocida banda The Arrows a lo largo de la década.
En 1979, publicaron su primer y único álbum, Put It Down To Experience, de la mano del sello Charisma (conocido por sus trabajos con la banda Genesis). El mismo se convirtió en una obra menor de culto. 
Tras ese único álbum, la banda se disolvió; siendo tan solo su guitarrista, el hasta entonces desconocido Hal Lindes, el único en continuar con una carrera musical estable, primero como guitarrista de la vendedora banda Dire Straits y luego como compositor de bandas sonoras, principalmente para la televisión británica.

## Miembros
- Mick Howard - Bajo
- Hal Lindes - Guitarra
- Alice Springs - Voz
- Paul Varley - Batería

## Discografía
- Put It Down To Experience (1979)

- Datos: Q5223908